# Spinactaletes calcalectoris
Spinactaletes calcalectoris är en urinsektsart som beskrevs av Soto-Adames 1988. Spinactaletes calcalectoris ingår i släktet Spinactaletes och familjen Actaletidae. Inga underarter finns listade i Catalogue of Life.